# Minato Riku
Minato Riku (湊 莉久 (Thấu Lị-Cửu) 1 tháng 8 năm 1993 –) là một cựu thần tượng, cựu tarento và cựu nữ diễn viên khiêu dâm người Nhật Bản. Cô sinh ra tại Kanagawa.

## Đời tư
- Tháng 4/2013, cô tham gia công ti T-Powers và ra mắt ngành phim khiêu dâm với hình mẫu là nữ diễn viên tóc ngắn.[3]
- Sau khi tốt nghiệp trung học,[4] cô đã làm nhân viên tại một quán mạt chược.[5]
- Sở thích của cô bao gồm chơi mạt chược, tập thể dục, đọc sách, nấu ăn và mua sắm. Kĩ năng đặc biệt của cô là làm đồ thủ công, chơi cầu lông, bơi lội và làm bánh kẹo.
- Khi nói về gia đình trên YouTube, cô nói rằng mẹ cô 41 tuổi lúc cô sinh ra.[nguồn không đáng tin?]
- Cô gọi những người hâm mộ là "Minato Army" (湊アーミー).[6] Điều này là vì ban nhạc hard rock Mĩ yêu thích của cô, KISS, gọi những người hâm mộ của họ là "KISS Army".
- Từ tháng 2/2015, cô có một con mèo lông ngắn Hoa Kỳ đực tên là "Surume" (するめ), tuy nhiên cô bị dị ứng với mèo.[7]
- Tháng 3/2018, cô nghỉ việc nữ diễn viên khiêu dâm,[8] và cô đã nghỉ việc hoàn toàn vào ngày 20/1/2019, ngày cuối của "Triển lãm ảnh Minato Riku×Fukushima Yūji".[9]
- Năm 2022, cô làm việc với tư cách là chuyên gia thẩm mĩ vào ban ngày, và là nhân viên quán bar vào đêm những ngày cuối tuần.[10][11]